# سفارة السنغال في روسيا
سفارة السنغال في روسيا هي أرفع تمثيل دبلوماسي لدولة السنغال لدى روسيا. تقع السفارة في موسكو وهي تهدف لتعزيز المصالح السنغالية في روسيا.

## وصلات خارجية
- قائمة سفارات السنغال
- قائمة السفارات في روسيا